# Dick Ploeger
Dick Ploeger (Veendam, 18 oktober 1954) is een Nederlands voormalig voetballer die als doelman speelde. Hij kwam uit voor SC Veendam en FC Groningen.

## Loopbaan
Op zijn achtste kwam Ploeger in de jeugd van VV Veendam. Ploeger speelde tussen 1972 en 1980 in totaal 96 competitiewedstrijden voor SC Veendam in de Eerste divisie. Hij debuteerde op zeventienjarige leeftijd en werd ook geselecteerd voor regionale en nationale jeugdselecties. Ploeger kwam de eerste seizoenen veel aan bod, maar kreeg ook veel kritiek. Zijn latere seizoenen bij Veendam was hij vooral reservedoelman.  Hij was op Tweede Kerstdag 1977 de doelverdediger van SC Veendam in de met 2 - 1 van Feyenoord gewonnen bekerwedstrijd.  
In 1980 ging Ploeger naar FC Groningen waar hij tweede doelman werd achter Azing Griever. Griever raakte al snel geblesseerd en Ploeger speelde in september en oktober 1980 vijf wedstrijden voor FC Groningen in de Eredivisie. Toen werd Johan Tukker aangetrokken die eerste doelman werd. Aan het einde van het seizoen scheurde hij zijn enkelbanden en werd zijn contract niet verlengd. Hij keerde in 1982 nog een seizoen op amateurbasis terug bij Veendam als tweede doelman.
Ploeger was vanaf 1987 keeperstrainer bij Veendam en zat in die hoedanigheid eind 1989 en eind 1994 nog op de bank als reservedoelman. Na zijn sportloopbaan was hij veertig jaar werkzaam bij Rabobank.